# Bella Unión (distrito)
O Distrito peruano de Bella Unión é um dos treze distritos que formam a Província de Caravelí, situada no Departamento de Arequipa, pertencente a Região Arequipa, Peru.

## Transporte
O distrito de Bella Unión é servido pela seguinte rodovia:
- PE-1S, que liga o distrito de Lima (Província de Lima à cidade de Tacna (Região de Tacna - Posto La Concordia (Fronteira Chile-Peru) - e a rodovia chilena Ruta CH-5 (Rodovia Pan-Americana)
- AR-101, que liga o distrito de Lomas à cidade
- AR-102, que liga o distrito de Acarí à cidade [1][2][3]